# Площадь Восстания (фильм)
«Площадь Восстания» — советский художественный фильм 1985 года, снятый режиссёром Борисом Токаревым на киностудии «Мосфильм».
Экранизация одноимённой повести Юрия Яковлева.
Премьера фильма состоялась 3 марта 1986 года. Фильм посмотрело 2,7 млн зрителей.

## Сюжет
Научный сотрудник Максим Фёдоров исследует личность революционера Скрипача из архивных документов. Скрипач, настоящее имя которого — Феликс Иванов, был сыном солдата и учился играть на скрипке, но стал профессиональным революционером. Во время боёв на Красной Пресне Феликс погибает от руки своего отца, который не узнал сына. Спустя время Максим находит внучку Феликса и Гурьяновой, которая продолжает испытывать любовь к России.

## В ролях
- Владимир Симонов — Скрипач
- Людмила Гладунко — Александра Гурьянова, Мари
- Сергей Шакуров — Максим Фёдоров
- Егор Высоцкий — Николай Бауман
- Всеволод Сафонов — капитан Питигрилли
- Борис Химичев — Еремей Иванов
- Михаил Еремеев — дядя Мартын
- Шавкат Газиев — Аглаимов
- Сергей Баталов — Охрименко
- Павел Алексеев — Вадим
- Ольга Токарева — Майя
- Анта Круминя — гид в Швейцарии
- Сергей Десницкий — Карл Остберг
- Игорь Усов — Конников